# بعثة متعددة المهام للغلاف المغناطيسي
بعثة متعددة المهام للغلاف المغنطيسي (MMS) هي مهمة فضائية تابعة لـ ناسا غير مأهولة لدراسة الغلاف المغناطيسي للأرض ، باستخدام أربع مركبات فضائية متطابقة تحلق في تكوين رباعي السطوح. تم إطلاق المركبة الفضائية في 13 مارس 2015 في تمام الساعة 02:44 بالتوقيت العالمي. وهي مصممة لجمع المعلومات حول الفيزياء الدقيقة لإعادة التوصيل المغنطيسي ، وتسارع الجسيمات النشطة ، والاضطرابات ، والعمليات التي تحدث في العديد من البلازما الفيزيائية الفلكية.

## الخلفية
تعتمد المهمة على النجاحات التي حققتها مهمة وكالة الفضاء الأوروبية ولكن ستتجاوزها في الاستبانة المكانية وفي الحل الزمني  مما يسمح لأول مرة بقياس منطقة الانتشار الإلكتروني  والموقع الذي يحدث فيه إعادة الاتصال المغنطيسي. تم تحسين مداره بحيث يقضي فترات ممتدة في المواقع التي يُعرف فيها حدوث إعادة الاتصال: في مرحلة ما بعد انقطاع التيار المغناطيسي ، المكان الذي يكون فيه ضغط الرياح الشمسية والحقل المغنطيسي للكواكب متساويين والتي تتكون من ضغط من الرياح الشمسية على الغلاف المغناطيسي لكوكب الأرض والتي يمكن أن تمتد لمسافات بعيدة.
إن إعادة الاتصال المغنطيسي في الغلاف المغناطيسي للأرض هي إحدى الآليات المسؤولة عن الشفق ، وهو أمر مهم لعلم الانصهار النووي الخاضع للرقابة لأنها آلية واحدة لمنع الحبس المغنطيسي للوقود الاندماجي. تمت دراسة هذه الآليات في الفضاء الخارجي عن طريق قياس حركات المادة في الأجواء النجمية مثل حالة الشمس. إعادة الربط المغنطيسي هي ظاهرة يمكن فيها نقل الطاقة بكفاءة من المجال المغناطيسي إلى حركة الجسيمات المشحونة.

## المركبة الفضائية
تتألف رسالة بعثة متعددة المهام للغلاف المغناطيسي (MMS) من أربع مركبات فضائية. لكل منها كتلة إطلاق تبلغ 1،360 كجم (2،998 رطل) في تكوين الإطلاق الخاص بها يكون كل منها حوالي 3.4 × 1.2 متر (11 × 4 قدم) وعندما تكون مكدسة معا  يكون إجمالي ارتفاعها 4.9 متر (16 قدم).
استقرت المركبة الفضائية MMS  مما أدى إلى معدل ثلاث دورات في الدقيقة للحفاظ على الاتجاه. تحتوي كل مركبة فضائية على 12 وحدة دفع متصلة بأربع خزانات وقود هيدرازين. يتم توفير بيانات الموقع من خلال أجهزة GPS الحساسة للغاية في حين يتم الحفاظ على الموقف من قبل أربعة تعقب النجوم ، اثنين من أجهزة قياس السرعة واثنين من أجهزة استشعار الشمس.
يتم تقسيم المهمة إلى ثلاث مراحل. وستستمر مرحلة التكليف بعد حوالي خمسة أشهر ونصف من إطلاقها في حين ستستغرق المراحل العلمية عامين. ستركز المرحلة العلمية الأولى على الحدود المغنطيسية بين الأرض والشمس (عمليات جانبية نهارية) لمدة سنة ونصف مع تشكيل المركبة الفضائية التي تدور حول الأرض عند 2550 × 70،080 كم (1،580 ب 43،550 ميل). وستدرس المرحلة العلمية الثانية إعادة التوصيل في الذيل المغنطيسي للأرض (عمليات الجانب الليلي) لمدة نصف عام ، مما يزيد المدار إلى 2550 بمقدار 152،900 كم (1،580 بحلول 95،010 ميل)

## الأدوات
تحمل كل مركبة فضائية عدة تجارب مقسمة إلى ثلاثة أجنحة: جناح البلازما الساخن وجناح كاشف الجسيمات النشط وجناح فيلدز.
يقيس جناح البلازما الساخن عدد جسيمات البلازما واتجاهاتها وطاقاتها أثناء إعادة التوصيل ويتكون من:
- البلازما سريعة التحقيق (FPI) وهي مجموعة من أربعة مطياف الكتروني مزدوج وأربع مطياف مزدوج الأيون.
- محلل تكوين البلازما،ليساخن (HPCA) ومهمته كشف سرعة الجسيم من أجل تحديد كتلته ونوعه.

يكتشف جناح كاشف الجسيمات النشط الجزيئات عند الطاقات التي تتجاوز بكثير تلك المكتشفة في جناح البلازما الساخن ويتكون من:
- ذبذبة جهاز استشعار الجسيمات (FEEPS) وهو عبارة عن مجموعة من كاشفات الحالة الصلبة للسيليكون لقياس طاقة الإلكترون. بين اثنين من FEEPS لكل مركبة فضائية ويتم ترتيب أجهزة الكشف الفردية لتوفير 18 زاوية عرض مختلفة في وقت واحد ومن هنا جاء مصطلح «ذبابة العين».
- مطياف أيون مفعم بالطاقة (EIS) ومهمته يقيس الطاقة والسرعة الكلية للأيونات المكتشفة من أجل تحديد كتلتها وايضا يمكن أن يكتشف EIS أيونات الهيليوم والأكسجين عند طاقات أعلى من HPCA.

يقيس جناح فيلدز خصائص المجال المغناطيسي والكهربائي ويتكون من ستة أدوات:
- مقياس مغناطيسي Fluxgate التناظري (AFG) ويحدد قوة المجالات المغناطيسية.
- يحدد مقياس المغناطيسية الرقمية (Fluxgate) (DFG) وقوة المجالات المغناطيسية.
- تقوم أداة الانجراف الإلكتروني (EDI) بقياس شدة المجال الكهربائي والمغناطيسي عن طريق إرسال حزمة من الإلكترونات إلى الفضاء وقياس الوقت الذي تستغرقه الإلكترونات لتدور مرة أخرى في وجود هذه الحقول.
- يتكون المسبار المزدوج (SDP) من أقطاب كهربائية في نهاية أربعة أذرع من الأسلاك بطول 200 قدم (60 م) تمتد من المركبة الفضائية لقياس الحقول الكهربائية.
- المحور المزدوج المحوري (ADP) وهو مجموعة من الأقطاب الكهربائية على هوائيين بطول 30 قدم (9 م) تم تركيبهما بشكل محوري على المركبة الفضائية.
- البحث المغنطيسية لفائف (SCM) وهي عبارة عن مقياس مغناطيسي تحريض يستخدم لقياس المجالات المغناطيسية.

## الموظفين و التطوير

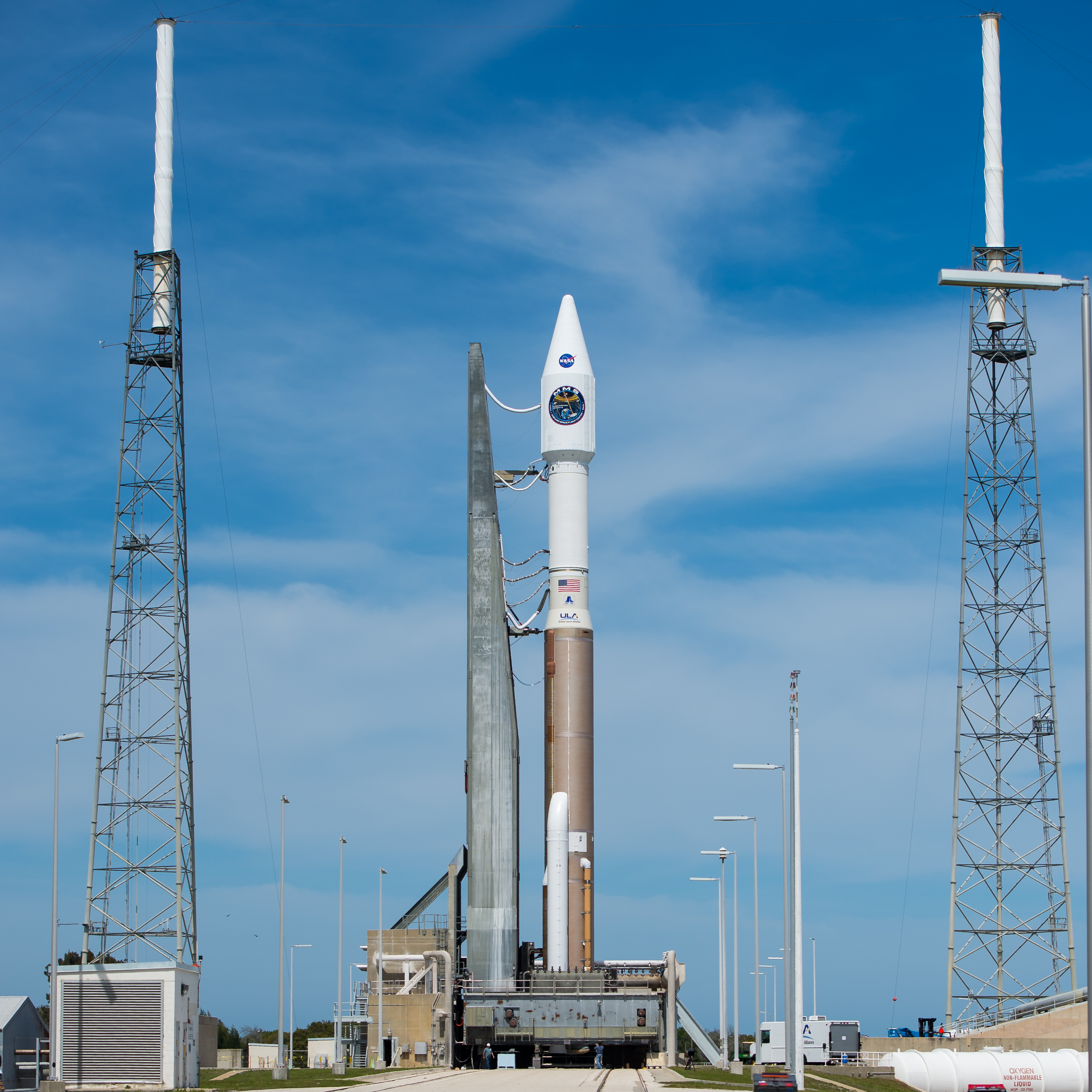
مركبة إطلاق أطلس 5

الباحث الرئيسي هو جيمس ل. بيرش من مؤسسة البحث الجنوبية الغربية يساعده فريق دولي من الباحثين وكلاهما من صانعي الاجهزة وخبراء النظرية والنمذجة.  عالم المشروع هو توماس إي مور من مركز غودارد لرحلات الفضاء. يعد التعليم والتوعية العامة جانباً رئيسياً في المهمة  حيث يتم تطوير الأنشطة الطلابية وعروض القبة السماوية.
تم اختيار البعثة للحصول على الدعم من قبل وكالة ناسا في عام 2005. وقد تم تنفيذ هندسة النظام وتصميم المركبات الفضائية والتكامل والاختبار من قبل مركز غودارد لرحلات الفضاء في ولاية ماريلاند. يتم تحسين الأجهزة مع خبرة واسعة جلبت من مشاريع أخرى مثل مشروع التصوير الفضائي (IMAGE).   في يونيو 2009 سُمح لرسائل الوسائط المتعددة بالانتقال إلى المرحلة C وبعد أن اجتازت المراجعة الأولية للتصميم. مرت المهمة على مراجعة التصميم النقدي في سبتمبر 2010. مركبة الفضاء التي أطلقت على صاروخ أطلس 5 في مارس 2015.

## تشكيل الطيران
من أجل جمع البيانات العلمية المطلوبة يجب أن تحافظ بعثة متعددة المهام للغلاف المغناطيسي MMS الأقمار الصناعية الأربعة على تشكيل رباعي السطوح من خلال منطقة محددة ذات اهتمام في مدار إهليلجي شديد. سيتم الحفاظ على التكوين من خلال استخدام جهاز استقبال GPS عالي التحديد لتوفير المعرفة المدارية ومناورات صيانة التشكيل المنتظمة.

## الإكتشافات
في عام 2016 كانت رسالة بعثة متعددة المهام للغلاف المغناطيسي MMS هي أول من اكتشف الاتصال المغنطيسي المباشر وهي الظاهرة التي تحفز الطقس الفضائي في الغلاف المغناطيسي للأرض.